# 漢克·阿倫獎
漢克阿倫獎（Hank Aaron Award）是美國職棒大聯盟頒給各聯盟當年度最佳打者的獎項。它於1999年引進，是為了要慶祝漢克·阿倫打破貝比·魯斯全壘打紀錄25週年。
1999年時，這個獎是使用一個客觀的評分系統，依照安打、全壘打、以及打點等數據所換算出來的總得分來選出得獎者。然而，在2000年的時候改為投票的方式。由每支球隊轉屬的廣播電視播報員及球評，每位可以在兩個聯盟各選出三名球員，同樣也是利用加權計分（第一名票得5分，第二名票得3分，第三名票得1分）的方式選出得獎者。從2003年以後，球迷也有機會去官方網站（MLB.com）投票給自己支持的球員。球迷的投票佔最後結果的30％，而播報員與球評的則是佔70％。
這個獎項是由21世紀不動產所贊助。
| 年度   | 美國聯盟                           | 國家聯盟                             |
| 1999年 | 曼尼·拉米瑞茲(1)，                 | 山米·索沙，芝加哥小熊                |
| 2000年 | 卡洛斯·戴加多，多倫多藍鳥          | 陶德·希爾頓，科羅拉多落磯            |
| 2001年 | 艾力士·羅德里奎茲(1)，德州遊騎兵   | 貝瑞·邦茲(1)，舊金山巨人             |
| 2002年 | 艾力士·羅德里奎茲(2)，德州遊騎兵   | 貝瑞·邦茲(2)，舊金山巨人             |
| 2003年 | 艾力士·羅德里奎茲(3)，德州遊騎兵   | 亞伯特·普荷斯，聖路易紅雀            |
| 2004年 | 曼尼·拉米瑞茲(2)，波士頓紅襪       | 貝瑞·邦茲(3)，舊金山巨人             |
| 2005年 | 大衛·歐提茲(1)，波士頓紅襪         | 安德魯·瓊斯，亞特蘭大勇士            |
| 2006年 | 德瑞克·基特，紐約洋基              | 萊恩·霍華德，費城費城人              |
| 2007年 | 艾力士·羅德里奎茲(4)，紐約洋基     | 普林斯·菲爾德，密爾瓦基釀酒人        |
| 2008年 | 凱文·尤克里斯，波士頓紅襪          | 阿拉米斯·拉米瑞茲，芝加哥小熊        |
| 2009年 | 德瑞克·基特(2)，紐約洋基           | 亞伯特·普荷斯(2)，聖路易紅雀         |
| 2010年 | 荷西·鮑帝斯塔，多倫多藍鳥          | 喬伊·沃托，辛辛那提紅人              |
| 2011年 | 荷西·鮑帝斯塔(2)，多倫多藍鳥       | 麥特·坎普，洛杉磯道奇                |
| 2012年 | 米格爾·卡布瑞拉，底特律老虎        | 巴斯特·波西，舊金山巨人              |
| 2013年 | 米格爾·卡布瑞拉(2)，底特律老虎     | 保羅·高施密特，亞利桑那響尾蛇        |
| 2014年 | 麥可·楚奧特，洛杉磯天使            | 賈恩卡洛·斯坦頓，邁阿密馬林魚        |
| 2015年 | 賈許·唐納森，多倫多藍鳥            | 布萊斯·哈波，華盛頓國民              |
| 2016年 | 大衛·歐提茲(2)，波士頓紅襪         | 克里斯·布萊恩，芝加哥小熊            |
| 2017年 | 荷西·奧圖維，休士頓太空人          | 賈恩卡洛·斯坦頓(2)，邁阿密馬林魚     |
| 2018年 | 朱利奧·丹尼爾·馬丁尼茲，波士頓紅襪 | 克里斯蒂安·葉力奇，密爾瓦基釀酒人    |
| 2019年 | 麥可·楚奧特(2)，洛杉磯天使         | 克里斯蒂安·葉力奇(2)，密爾瓦基釀酒人 |
| 2020年 | 荷西·阿布瑞尤，芝加哥白襪          | 弗萊迪·弗里曼，亞特蘭大勇士          |
| 2021年 | 小弗拉迪米爾·葛雷諾，多倫多藍鳥    | 布萊斯·哈波(2)，費城費城人           |
| 2022年 | 亞倫·賈吉(1)，紐約洋基             | 保羅·高施密特(2)，聖路易紅雀         |
| 2023年 | 大谷翔平(1)，洛杉磯天使            | 小羅納德·阿庫尼亞，亞特蘭大勇士      |
| 2024年 | 亞倫·賈吉(2)，紐約洋基             | 大谷翔平(2)，洛杉磯道奇              |

## 其他連結
- （英文） Baseball Almanac （页面存档备份，存于）
- （英文） Hickok Sports （页面存档备份，存于）
- （英文） Major League Baseball （页面存档备份，存于）
- （英文） Major League Baseball Hank Aaron Award